# Tekeze-Setit
Tekeze-Setit (amharski: ተከዜ; Tekeze) je jedna od najdužih etiopskih rijeka, dio njezinog srednjeg toka čini zapadnu granicu Etiopije prema Eritreji. Rijeka se u zapadnoj Etiopiji, Eritreji i Sudanu zove Setit. Prema podacima Etiopske središnje statističke agencije (CSA) rijeka Tekeze duga je 608 kilometara. Kanjon rijeke najdublji je u Africi i jedan od najdubljih na svijetu sa svojih 2000 metara.

## Zemljopis
Rijeka Tekeze izvire u sredini Etiopske visoravni pored planine Kačen u pokrajini Lasta, u početku teče na zapad, zatim zaokreće i teče na sjever, a potom opet zavija i teče prema zapada. Od spajanja s rijekom Tomsa na kordinatama 14°11′N 37°31.7′E / 14.183°N 37.5283°E rijeka teče kao granična rijeka između Etiopije i Eritreje sve do sudanske tromeđe na kordinatama 14°15.4′N 36°33.6′E / 14.2567°N 36.5600°E.
Nakon ulaska u sjeveroistočni Sudan na kordinatama 14°10′N 36°0′E / 14.167°N 36.000°E utječe u rijeku Atbara, posljednji pritok Nila. Glavne pritoke rijeke u Etiopiji s desne su strane rijeke: Tahali, Meri, Telare, Sulo, Arekuja, Geoja, Vare, Firafira, Tokoro i Gumalo, a s lijeve strane; Nili, Mena, Balasa, Balagas, Saha, Bembeja, Ataba, Zarema i Kvalema. Rijeka veći dio godine ima vrlo malo vode, ali za kišne sezone koja u Etiopiji traje za monsunskih vjetrova s Indijskog oceana od lipnja do sredine rujna postaje opasna bujica, a razina vode poraste za više metara.
Etiopska je vlada u srpnju 2002. sklopila ugovor s kineskim državnim poduzećem za elektroprivredu za izgradnju hidroelektrane kapaciteta 300 megavata na rijeci Tekeze. Hidroelektrana je dovršena 2009., a za njezine potrebe izgrađena je najviša lučna brana u Africi (180 m) i dalekovod do grada Mek'ele dug 105 kilometara.

## Rijeka u povijesti
Najraniji je zapis o rijeci jedan spis aksumskog kralja Ezana u kojoj navodi svoju pobjedu pored utvrde Kemalke u donjem toku rijeke Takeze.
Korito rijeke Tekeze služilo je kao put za Egipat. To se spominje i u staroj etiopskoj knjizi Kebra Nagast, u 53. poglavlju piše da se kralj Menelik I. vratio u Etiopiju iz Egipta slijedivši rijeku Tekeze. Po nekim etiopskim narodnim predajama u crkvi Ejela Kudus Mikael kod izvora rijeke Takeze pohranjen je Kovčeg Saveza.

## Vanjske poveznice
|  | Zajednički poslužitelj ima još gradiva o temi Tekeze-Setit |

- Ethiopia: Tekeze hydroelectric dam construction underway (Jimma Times)[neaktivna poveznica] (engl.)
- International Water Power and Dam Construction Online  Arhivirana inačica izvorne stranice od 6. svibnja 2012. (Wayback Machine) (engl.)